# Sinus Iridum

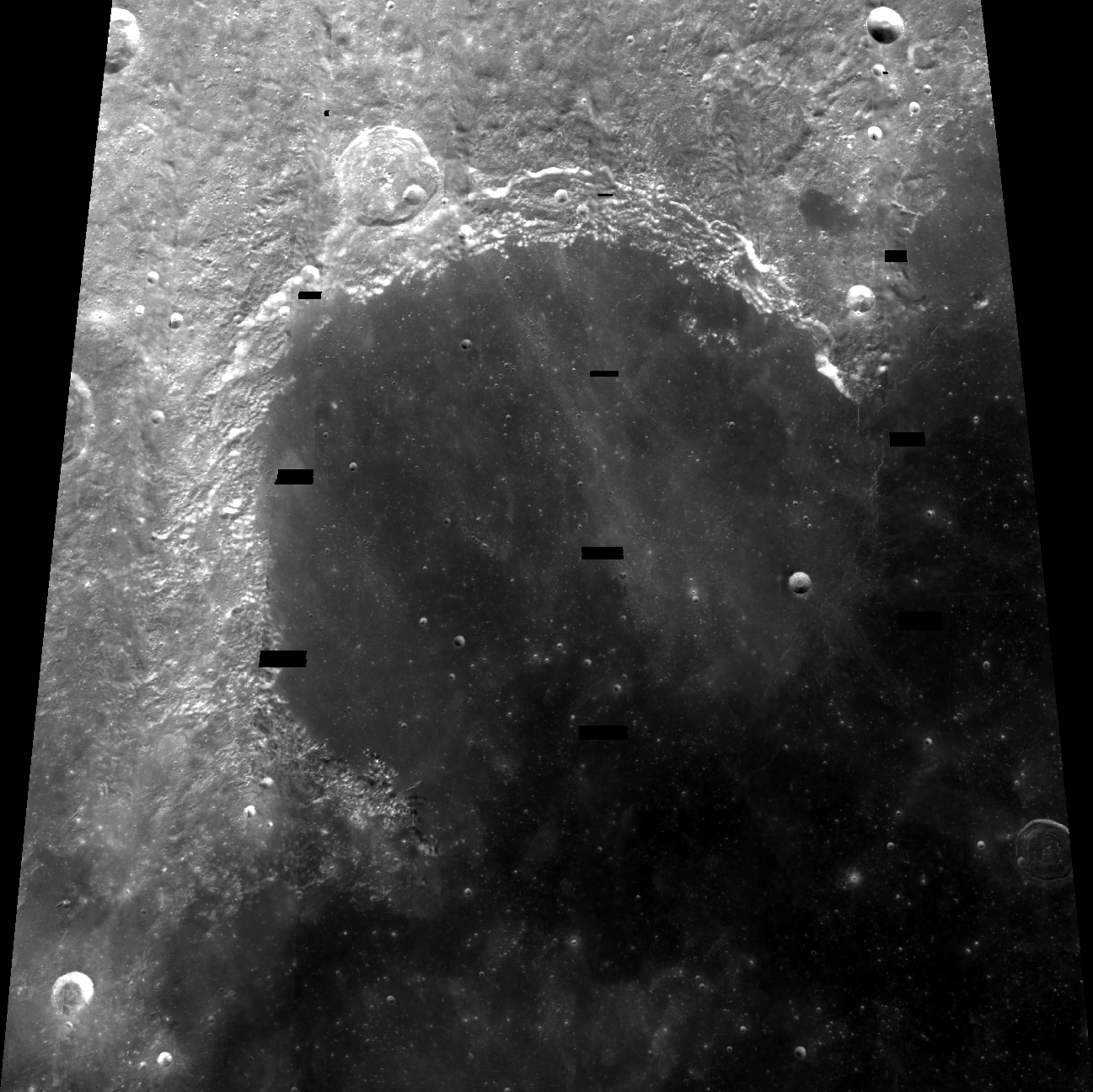
Sinus Iridum

Sinus Iridum (łac. Zatoka Tęcz(y)) – wylew lawy bazaltowej w północno-zachodniej części Mare Imbrium na Księżycu. Zatoka ta została odkryta w 1679 roku. Nazwa Iridum została nadana przez włoskiego astronoma Giovanniego Riccioli. 
Sinus Iridum znajduje się na północno-zachodnim brzegu widocznej strony Księżyca. Średnica zatoki wynosi 236 km. Jej centrum znajduje się na współrzędnych: 44,1°N, 31,5°W.
Nazwa zatoki wraz z kilkoma innymi znalazły się w płycie Imagined Oceans.